# 아라코촌
아라코촌(荒子村)은 아이치현 아이치군에 설치되었던 촌이다. 현재의 나고야시 나카가와구 남부에 해당하며, 일부는 나카무라구에 속한다.